# 趙彥 (萬曆進士)
趙彥（？—？），字毓美，號明宇，陝西延安府膚施縣人，軍籍，明朝政治人物。

## 生平
萬曆七年（1579年）己卯科陝西鄉試第三十五名，萬曆十一年（1583年）癸未科會試第一百四名，登三甲第一百零四名進士。授行人，十六年候補户部主事，本年填補江西司，十八年管河西务鈔关，二十年歷官户部员外郎、郎中，二十一年升太原府知府，為人有籌略，曉暢兵事，萬曆二十四年（1596年）六月升山西岢岚兵备副使，二十五年三月調鴈平道兵备，五月復調岢岚道，二十六年九月以宣大墩工，被赏白金，纪录政绩。以山西巡抚魏允貞举荐，二十八年加升山西按察使，照旧管事，三十二年加升右布政使兼副使，三十四年正月以阅视加恩，加升左布政使兼副使，加正二品服俸。三十五年正月考察浮躁，調簡。三十九年復除河南左布政使，四十一年丁憂歸。四十三年十二月起補山西左布政使，四十四年丁憂。四十七年九月起复山西左布政。
光宗继位（1620年），升都察院右副都御史、山东巡抚督理营田提督军务，天啓二年（1622年）四月加升兵部右侍郎，仍旧巡抚，次月山东白莲教徐鸿儒反，攻陷郓城县，十一月迅速领兵平定徐鴻儒之亂，三年正月加兵部尚書銜，八月回京代董漢儒為兵部尚書。十月加太子太保，因附和杨涟弹劾魏忠贤，为其所恶，天啓五年（1625年）阉党御史顾宗孟、給事中玄默、霍维华等人连章弹劾，五月赵彦三疏乞罢，准驰驿回籍调理，试御史周维持又弹劾赵彦纵子昌胤公开贿门，昌胤被革职。六年以甘镇屡捷，在家加太子太傅。不久去世。

## 家族
曾祖趙養性，曾任王府典膳；祖父趙仕，號丹山，嘉靖丙午舉人，曾任武鄉知縣；父趙一麟，曾任儒官。母李氏。重庆下。弟章、童、璧、翊。